# 9748 van Ostaijen
9748 van Ostaijen (1989 CS2) là một tiểu hành tinh vành đai chính được phát hiện ngày 4 tháng 2 năm 1989 bởi E. W. Elst ở La Silla.